# Saldula
Saldula är ett släkte av insekter. Saldula ingår i familjen strandskinnbaggar.

## Bildgalleri

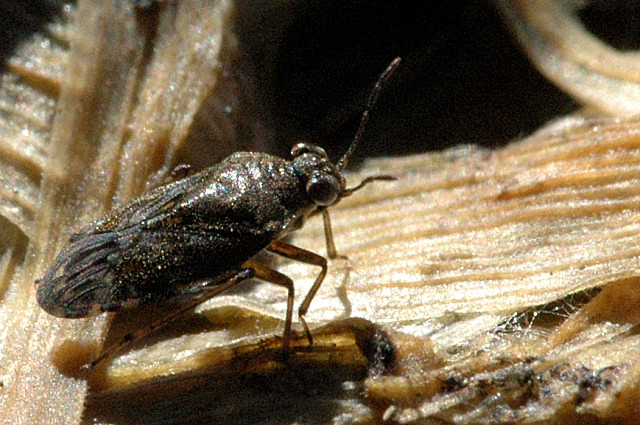

## Dottertaxa tillSaldula, i alfabetisk ordning[1][2]
- Saldula ablusa
- Saldula andrei
- Saldula arenicola
- Saldula balli
- Saldula basingeri
- Saldula bouchervillei
- Saldula c-album
- Saldula comatula
- Saldula confluenta
- Saldula coxalis
- Saldula dispersa
- Saldula explanata
- Saldula exulans
- Saldula fucicola
- Saldula intermedia
- Saldula kauaiensis
- Saldula laticollis
- Saldula lattini
- Saldula lomata
- Saldula longicornis
- Saldula luctuosa
- Saldula melanoscela
- Saldula nigrita
- Saldula nubigena
- Saldula oahuensis
- Saldula opacula
- Saldula opiparia
- Saldula orbiculata
- Saldula orthochila
- Saldula pallipes
- Saldula palustris
- Saldula pexa
- Saldula pilosella
- Saldula procellaris
- Saldula robertusingeri
- Saldula saltatoria
- Saldula severini
- Saldula sulcicollis
- Saldula usingeri
- Saldula villosa